# Dyskografia Adama Lamberta
Artykuł przedstawia całkowitą dyskografię amerykańskiego wokalisty pop rock Adama Lamberta. Wokalista wydał trzy albumy studyjne, jedenaście singli oraz osiem teledysków dzięki wytwórni RCA Records i Warner Bros. Records.

## Albumy

### Albumy studyjne
| Rok  | Album                                                                                                 | Najwyższe pozycje | Najwyższe pozycje | Najwyższe pozycje | Najwyższe pozycje | Najwyższe pozycje | Najwyższe pozycje | Najwyższe pozycje | Najwyższe pozycje | Najwyższe pozycje | Certyfikat                                                                              |
| Rok  | Album                                                                                                 | US                | CAN               | NZ                | GER               | AUS               | FIN               | SWE               | UK                | IRE               | Certyfikat                                                                              |
| ---- | --- | ----------------- | ----------------- | ----------------- | ----------------- | ----------------- | ----------------- | ----------------- | ----------------- | ----------------- | --------------------------------------------------------------------------------------- |
| 2009 | For Your Entertainment - Pierwszy studyjny album - Wydany: 23 listopada 2009 - Wytwórnia: RCA Records | 3                 | 7                 | 5                 | 16                | 5                 | 4                 | 8                 | 36                | 60                | - USA: złota płyta - AUS: platynowa płyta - CAN: platynowa płyta - NZL: platynowa płyta |
| 2012 | Trespassing - Drugi studyjny album - Wydany: 15 maja 2012 - Wytwórnia: RCA Records                    | 1                 | 1                 | 4                 | 28                | 10                | 2                 | 20                | –                 | –                 |                                                                                         |
| 2015 | The Original High - Trzeci studyjny album - Wydany: 16 czerwca 2015 - Wytwórnia: Warner Bros          | 3                 | 3                 | 6                 | 20                | 4                 | 4                 | 51                | 8                 | 41                | - POL: platynowa płyta                                                                  |

### EP
| Rok  | Album                                                                          | Sprzedaż          |
| ---- | ------------------------------------------------------------------------------ | ----------------- |
| 2010 | Remixes - Pierwszy EP/remix - Wydany: 9 kwietnia 2010 - Wytwórnia: RCA Records | - USA: 1 000 2012 |

### Kompilacje
| Rok  | Album                                                                                                | Najwyższa pozycja | Najwyższa pozycja |
| Rok  | Album                                                                                                | US                | US Indie          |
| ---- | --- | ----------------- | ----------------- |
| 2009 | Season 8 Favorite Performances - Digital album - Wydany: 30 czerwca 2009 - Wytwórnia: RCA Records/19 | 33                | 4                 |

## Single
| Rok                                       | Singel                      | Najwyższa pozycja | Najwyższa pozycja | Najwyższa pozycja | Najwyższa pozycja | Najwyższa pozycja | Najwyższa pozycja | Najwyższa pozycja | Najwyższa pozycja | Najwyższa pozycja | Najwyższa pozycja | Najwyższa pozycja | Certyfikat                                                                                 | Album                  |
| Rok                                       | Singel                      | US                | CAN               | GER               | AUS               | FIN               | NL                | NZ                | HUN               | POL               | SWE               | UK                | Certyfikat                                                                                 | Album                  |
| ----------------------------------------- | --------------------------- | ----------------- | ----------------- | ----------------- | ----------------- | ----------------- | ----------------- | ----------------- | ----------------- | ----------------- | ----------------- | ----------------- | ------------------------------------------------------------------------------------------ | ---------------------- |
| 2009                                      | "No Boundaries"             | 72                | 52                | –                 | –                 | –                 | –                 | 38                | –                 | –                 | –                 | 111               |                                                                                            |                        |
| 2009                                      | "Time for Miracles"         | 50                | 26                | –                 | –                 | –                 | –                 | –                 | –                 | –                 | –                 | –                 |                                                                                            | 2012 (soundtrack)      |
| 2009                                      | "For Your Entertainment"    | 61                | 23                | –                 | –                 | 5                 | –                 | 10                | –                 | –                 | –                 | 37                | - AUS: złota płyta - CAN: platynowa płyta - NZL: złota płyta                               | For Your Entertainment |
| 2009                                      | "Whataya Want from Me"      | 10                | 3                 | 5                 | 4                 | 2                 | 7                 | 4                 | 33                | 1                 | 8                 | 53                | - CAN: 3× platynowa płyta - NZL: platynowa płyta - AUS: platynowa płyta - GER: złota płyta | For Your Entertainment |
| 2010                                      | "If I Had You"              | 1                 | 30                | 8                 | 36                | 4                 | 9                 | –                 | 7                 | –                 | –                 | –                 | - AUS: 2× platynowa płyta - NZL: platynowa płyta                                           | For Your Entertainment |
| 2010                                      | "Fever"                     | –                 | –                 | –                 | –                 | –                 | –                 | 19                | –                 | –                 | –                 | –                 |                                                                                            | For Your Entertainment |
| 2011                                      | "Aftermath"                 | –                 | –                 | –                 | –                 | –                 | –                 | –                 | –                 | –                 | –                 | –                 |                                                                                            | For Your Entertainment |
| 2011                                      | "Sleepwalker"               | 77                | 90                | 63                | –                 | –                 | –                 | –                 | –                 | –                 | –                 | –                 |                                                                                            | For Your Entertainment |
| 2011                                      | "Better Than I Know Myself" | 76                | 56                | 88                | 83                | 6                 | –                 | 40                | –                 | –                 | –                 | –                 |                                                                                            | Trespassing            |
| 2012                                      | "Never Close Our Eyes"      | –                 | –                 | –                 | –                 | –                 | –                 | 25                | –                 | –                 | –                 | –                 |                                                                                            | Trespassing            |
| 2012                                      | "Trespassing"               | –                 | 92                | –                 | –                 | –                 | –                 | –                 | –                 | –                 | –                 | –                 |                                                                                            | Trespassing            |
| 2015                                      | „Ghost Town”                | 67                | 55                | 23                | 2                 | 13                | 8                 | 27                | 22                | 1                 | 25                | 71                | - AUS: 2× platynowa płyta - SWE: 2× platynowa płyta - POL: 3× platynowa płyta              | The Original High      |
| 2015                                      | "Another Lonely Night"      | –                 | –                 | –                 | 107               | –                 | 35                | –                 | –                 | 5                 | –                 | –                 | - POL: złota płyta                                                                         | The Original High      |
| "–" pozycja nie wydana bądź nie notowana. |                             |                   |                   |                   |                   |                   |                   |                   |                   |                   |                   |                   |                                                                                            |                        |

### Inne notowane utwory
| 2009                                      | "Mad World"                     | 19  | 10 | –  | Season 8 Favorite Performances |
| 2009                                      | "A Change Is Gonna Come"        | 56  | 59 | –  | Season 8 Favorite Performances |
| 2009                                      | "One"                           | 82  | 84 | –  | Season 8 Favorite Performances |
| 2009                                      | "Cryin'"                        | 102 | 75 | –  | Season 8 Favorite Performances |
| 2009                                      | "Slow Ride" (z Allison Iraheta) | 105 | –  | –  | Brak albumu                    |
| 2009                                      | "The Tracks of My Tears"        | 117 | –  | –  | Season 8 Favorite Performances |
| 2009                                      | "Feeling Good"                  | 121 | –  | –  | Season 8 Favorite Performances |
| 2010                                      | "Can't Let You Go"              | –   | –  | 34 | For Your Entertainment         |
| 2010                                      | "Voodoo"                        | 98  | –  | 50 | For Your Entertainment         |
| "–" pozycja nie wydana bądź nie notowana. |                                 |     |    |    |                                |

## Teledyski
| Rok  | Utwór                       | Reżyser       |
| ---- | --------------------------- | ------------- |
| 2009 | „Time for Miracles”         | Wayne Isham   |
| 2009 | „For Your Entertainment”    | Ray Kay       |
| 2010 | „Whataya Want from Me”      | Diane Martel  |
| 2010 | „If I Had You”              | Bryan Barber  |
| 2012 | „Better Than I Know Myself” | Ray Kay       |
| 2012 | „Never Close Our Eyes”      | Dori Oskowitz |
| 2015 | „Ghost Town”                | Hype Williams |
| 2015 | „Another Lonley Night”      | Luke Gilford  |